# José Luis Medrano
José Luis Medrano (Santa Cruz de la Sierra, 16 mei 1968) is een voormalig Boliviaans voetballer, die speelde als middenvelder. Hij beëindigde zijn actieve loopbaan in 2001 bij de Boliviaanse club Real Santa Cruz.

## Clubcarrière
Medrano begon zijn professionele loopbaan in 1986 bij Oriente Petrolero en kwam daarnaast uit voor de Boliviaanse clubs Club San José en Guabirá.

## Interlandcarrière
Medrano speelde in totaal drie interlands voor Bolivia, alle invalbeurten in het jaar 1991. Onder leiding van bondscoach Ramiro Blacutt maakte hij zijn debuut op 14 juni 1991 in de vriendschappelijke thuiswedstrijd tegen Paraguay (0-1), net als Julio César Baldivieso, Modesto Molina, Eduardo Jiguchi en Juan Berthy Suárez.

## Erelijst
Oriente Petrolero
- Liga de Boliviano

1990